# Leônidas Proaño
Leônidas Eduardo Proaño Villalba (San Antonio de Ibarra, 29 de janeiro de 1910 — Quito, 31 de agosto de 1988) foi um bispo católico equatoriano. Foi bispo de Riobamba de 1954 a 1985. Foi indicado ao Prêmio Nobel da Paz de 1986.

## Biografia
Como sacerdote em Ibarra, fundou a Ação Operária Católica (AOC), a Juventude Operária Católica (JOC) e a Sociedade de Serviço Social e Cultural "Cardinj". Entre 1938 a 1944, apoiou o jornal infantil "Granitos de Trigo" e os folhetos "Quieres".
Em 14 de maio de 1944, criou o diário "La Verdad" e depois a Livraria "Cardinj". Publicou obras como: "Creo en el Hombre, y en la Comunidad", "Acuérdate de Zarumilla", "Concientización, Evangelización, Política" e a novela "Rupito". 
No dia 26 de maio de 1954, foi nomeado, pelo Papa Pio XII, como bispo da Diocese de Bolívar, que tinha Riobamba como sede episcopal. Em 1962, ajudou a instalar as "Escolas Radiofônicas Populares do Equador" e o "Centro de Estudos e Ação Social" (CEAS) , na Província de Chimborazo.
Participou de sessões do Concílio Vaticano II e da Conferência de Medellín em 1968. Depois do Concílio, foi um dos pioneiros na criação das Comunidades Eclesiais de Base.
Em agosto de 1976, foi preso quando organizava um encontro com bispos, teólogos e educadores em Riobamba.
Proaño buscou soluções para os grave problemas sociais enfrentados pelos camponeses e indígenas chimborasenses, razão pela qual ficou conhecido como "O Bispo dos Índios". Um de seus gestos foi a distribuição de centenas de hectares da Diocese para cooperativas de famílias camponesas. Também procurou valorizar as dimensões libertadoras das culturas e religiões indígenas como fontes de sabedoria, caminhos de salvação, lugares de libertação integral e espaços de rico simbolismo.
Em 24 de julho de 2008, foi reconhecido pela Assembleia Constituinte Equatoriana como "Personalidade Símbolo Nacional e Exemplo Permanente para todas as gerações". Por essa razão, o dia de seu nascimento passou a ser considerado uma data cívica nacional no Equador, na qual as escolas de todo o país devem lembrar suas ações e os valores que orientaram sua vida.
Proaño resumiu o seu pensamento teológico, fé e ação   .